# آندرئا پروسک
آندرئا پروسک (انگلیسی: Andrea Proske؛ زادهٔ ۲۷ ژوئن ۱۹۸۶) قایقران روئینگ زن اهل کانادا است.